# نوسان‌ساز آرمسترانگ

طرح‌واره نوسان‌ساز آرمسترانگ ترانزیستور

نوسان‌ساز آرمسترانگ (همچنین به عنوان نوسان‌ساز میسنر نیز شناخته می‌شود) یک مدار اسیلاتور الکترونیکی است که از یک سلف و خازن برای تولید نوسان استفاده می‌کند. این نخستین مدار نوسان‌ساز است که توسط مهندس آمریکایی ادوین آرمسترانگ در سال ۱۹۱۲ و به طور مستقل توسط مهندس اتریشی الکساندر میسنر در سال ۱۹۱۳ اختراع شد و در اولین فرستنده‌های رادیویی لامپی مورد استفاده قرار گرفت. گاهی اوقات نوسان‌ساز تیکلر نامیده می‌شود زیرا ویژگی متمایز آن این است که سیگنال بازخورد مورد نیاز برای تولید نوسانات از طریق تزویج مغناطیسی با استفاده از یک «سیم‌پیچ تیکلر» (L2، سمت چپ) در مدار خروجی، به داخل سلف مدار هماهنگی در مدار ورودی وصل می‌شود. فرض کنید که تزویج ضعیف باشد، اما برای حفظ نوسان کافی است، فرکانس نوسان f در درجه اول توسط مدار هماهنگی (L1 و C در شکل در سمت راست) تعیین می‌شود و تقریباً توسط آن بدست می‌آید
{\displaystyle f={\frac {1}{2\pi {\sqrt {LC}}}}\,}
این مدار به طور گسترده ای در گیرنده رادیویی بازتولیدکننده مورد استفاده قرار می‌گرفت، که تا دهه ۱۹۴۰ محبوب بود.
توجه داشته باشید که در نوع میسنر، مدار رزونانس LC (هماهنگی) با سیم‌پیچ بازخورد، یعنی در مسیر خروجی (پلیت لامپ، درین ترانزیستور اثر میدانی یا کلکتور ترانزیستور دو قطبی) از تقویت‌کننده عوض شده(به عنوان مثال گربنیکف، شکل 2.8).  با این حال، بسیاری از نشریات، هر دو نوع را با هر نام پذیرش می‌کنند. ظاهراً، انگلیسی زبانان با استفاده از آرمسترانگ، و گویندگان آلمانی میسنر.